# The Prodigal Stranger
The Prodigal Stranger studijski je album britanskog rock sastava Procol Haruma koji izlazi 1991.g. Ovaj album posvećen je njihovom preminulom bubnjaru Barriu Jamesu (B.J.) Wilsonu (1947. – 1990.), koji je s njima svirao na svim prethodnim albumima.
U isto vrijeme Robin Trower piše glazbu za skladbu "All Our Dreams are Sold", vraća se u sastav i kreće s njima na novu turneju.

## Popis pjesama
1. "The Truth Won't Fade Away"
2. "Holding On"
3. "Man With A Mission"
4. "(You Can't) Turn Back The Page"
5. "One More Time"
6. "A Dream in Ev'ry Home"
7. "The Hand That Rocks The Cradle"
8. "The King of Hearts"
9. "All Our Dreams Are Sold"
10. "Perpetual Motion"
11. "Learn To Fly"
12. "The Pursuit of Happiness"

## Izvođači
- Gary Brooker - pianino, vokal
- Matthew Fisher - orgulje
- Robin Trower - gitara
- Mark Brzezicki - bubnjevi
- Dave Bronze - bas-gitara
- Jerry Stevenson - gitara,  Mandolina
- Keith Reid - tekst

Također još:
- Henry Spinetti - bubnjevi u skladbi The Truth Won't Fade Away
- Steve Lange, Maggie Ryder, Miriam Stockley – prateći vokali u skladbi Holding On

## Vanjske poveznice
- ProcolHarum.com - Detalji o albumu na službenim internet stranicama Procol Haruma